# Kleiner Birken-Glasflügler

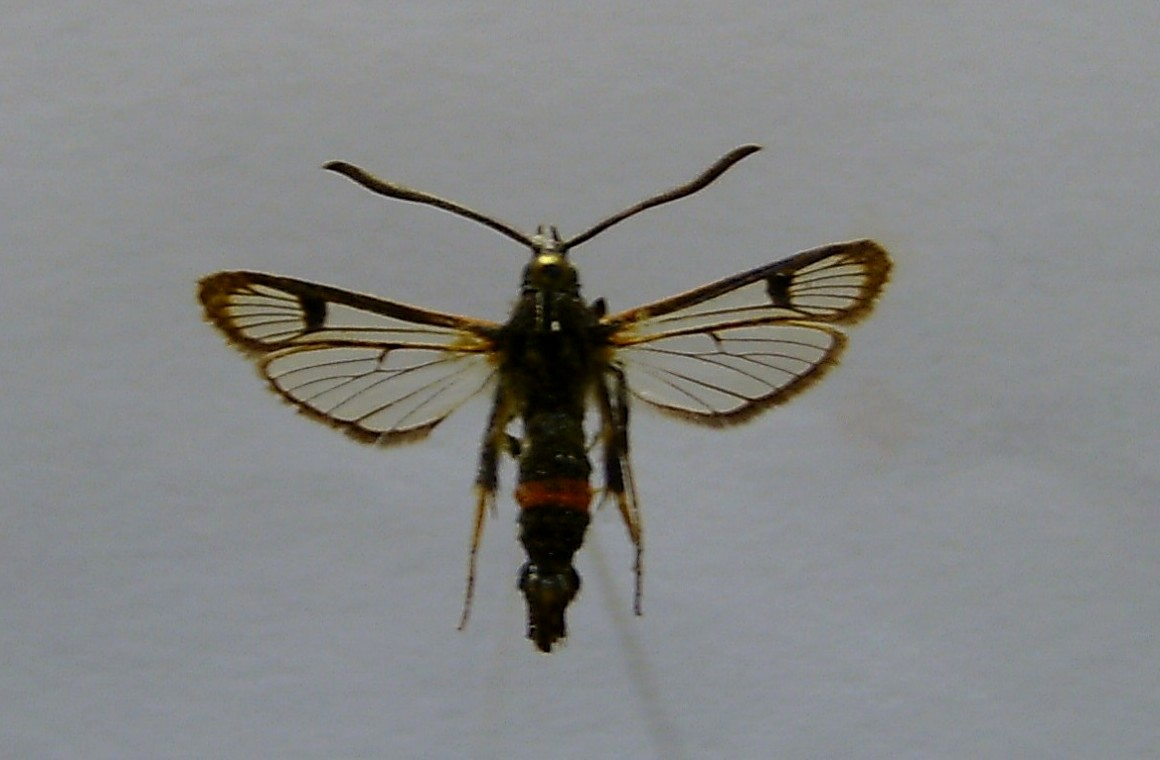
Synanthedon culiciformis Präparat

Der Kleine Birken-Glasflügler (Synanthedon culiciformis) ist ein Schmetterling aus der Familie der Glasflügler (Sesiidae).

## Merkmale
Die Falter erreichen eine Flügelspannweite von 18 bis 26 Millimetern. Die Fühler sind einfarbig schwarz, die Flügel durchsichtig, deren Flügeladern, der Mittelfleck und die Ränder sind schwarz. Das Saumfeld der Vorderflügel ist wesentlich schmäler als das anschließende Glasfeld. Der Hinterleib ist dunkel beschuppt mit einem roten Gürtel auf dem vierten Segment und schwarzem Afterbüschel. Folgende Unterarten treten auf:
- f. biannulata, mit zwei roten Gürteln auf dem 2. und 4. Segment
- f. triannulata, mit drei roten Gürteln auf dem 2., 4. und 5. Segment
- f. flavocingulata, alle sonst rot gefärbten Teile sind gelb

Die Raupen sind weißgrau oder weißgelb, mit einem gelbbraunen Nackenschild und hellbraunem Kopf. Die Puppe ist ockergelb.

## Ähnliche Arten
- Kleiner Weiden-Glasflügler (Synanthedon formicaeformis)
- Faulbaum-Glasflügler (Synanthedon stomoxiformis)

## Vorkommen
Die Art ist in ganz Europa anzutreffen, mit Ausnahme von Spanien und Irland. Im Osten dehnt sich sein Verbreitungsgebiet durch Russland und Kleinasien bis China aus.
Die Tiere leben in vielfältigen Gebieten, wie z. B. in Birkenmooren, Birkenwäldern, Heiden und Parklandschaften.

## Lebensweise
Die tagaktiven Falter sind wegen ihrer geringen Größe nur schwer zu erkennen, man findet sie aber beim Nektarsaugen an den Blüten von
- Faulbaum
- Flieder
- Liguster
- Löwenzahn
- Thymiane

Sie lassen sich auch mit Pheromonfallen als Köder anlocken.

### Flug- und Raupenzeiten
Die Falter fliegen von Ende Mai bis Ende Juli und sind damit neben dem Erlen-Glasflügler die erste Glasflügler-Art des Frühjahrs. Die Raupen findet man von August bis April des nächsten Jahres.

### Nahrung der Raupen
Die Raupen ernähren sich bevorzugt vom Holz von Birken-, Erlen- oder Pflaumen.

## Entwicklung
Die Weibchen legen die Eier überwiegend an geschädigte oder kranke Baumteile. Die Entwicklung ist je nach klimatischen Verhältnissen ein- bis dreijährig, in Deutschland zumeist einjährig. Im Falle einer zweijährigen Entwicklung fressen die geschlüpften Raupen im ersten Jahr an der Grenze zwischen gesundem und totem Holz. Im zweiten Jahr legen sie ca. zehn Millimeter lange Gänge an und spinnen sich im Herbst aus Holzspänen einen festen Kokon, in dem sie noch als Raupe überwintern. Die Verpuppung folgt im folgenden Frühjahr.

## Synonyme
- Sesia culiciformis[1]
- Sphinx culicifornis[3]